# 蒙贝莱
蒙贝莱（法語：Montbellet，法語發音：[mɔ̃bɛlɛ]）是法国索恩-卢瓦尔省的一个市镇，属于马孔区。

## 地理
蒙贝莱（46°28'31"N, 4°52'19"E）面积19.78 平方千米，位于法国勃艮第-弗朗什-孔泰大區索恩-卢瓦尔省，该省份为法国中部省份，北起顺时针与科多尔省、汝拉省、安省、罗讷省、卢瓦尔省、阿列省和涅夫勒省接壤。
与蒙贝莱接壤的市镇（或旧市镇、城区）包括：蓬德沃、圣贝尼涅、比尔日、吕尼、于希济、维雷、弗勒维尔。

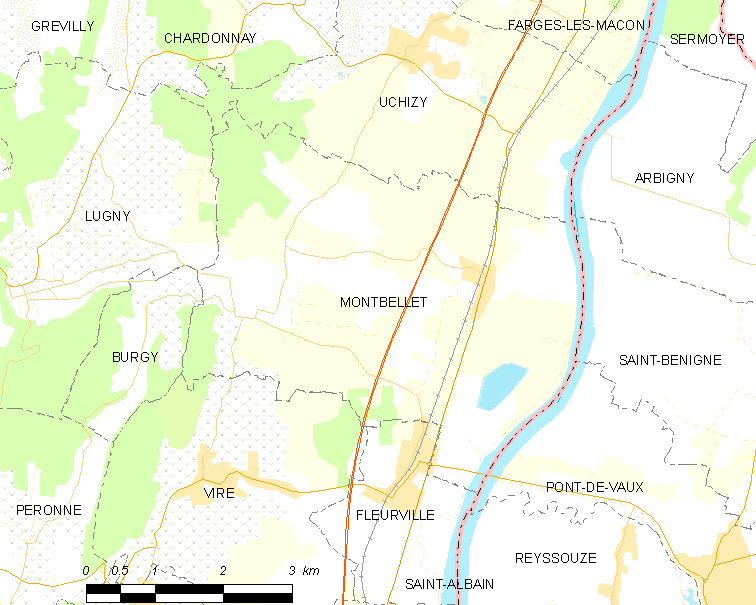
蒙贝莱的OSM定位图

蒙贝莱的时区为UTC+01:00、UTC+02:00（夏令时）。

## 行政
蒙贝莱的邮政编码为71260，INSEE市镇编码为71305。

## 政治
蒙贝莱所属的省级选区为于里尼县。

## 人口

1962-2008年间蒙贝莱人口变化图示

蒙贝莱于2022年1月1日时的人口数量为864人。